# Metro Bogotá

Logo der Metro von Bogotá

Die Metro Bogotá (spanisch Metro de Bogotá) ist eine seit März 2020 im Bau befindliche fahrerlose U-Bahn in der kolumbianischen Hauptstadt Bogotá, deren erste Phase voraussichtlich 2028 fertiggestellt sein wird. Diese besteht aus einer 23,5 km langen unter- und oberirdisch geführten Strecke mit 16 Stationen, die das TransMilenio-Bussystem wesentlich ergänzen soll. Das Projekt wurde im August 2009 beschlossen, kam aber schon in den 1950er Jahren in Betracht, als das damalige Straßenbahnsystem aufgegeben wurde.

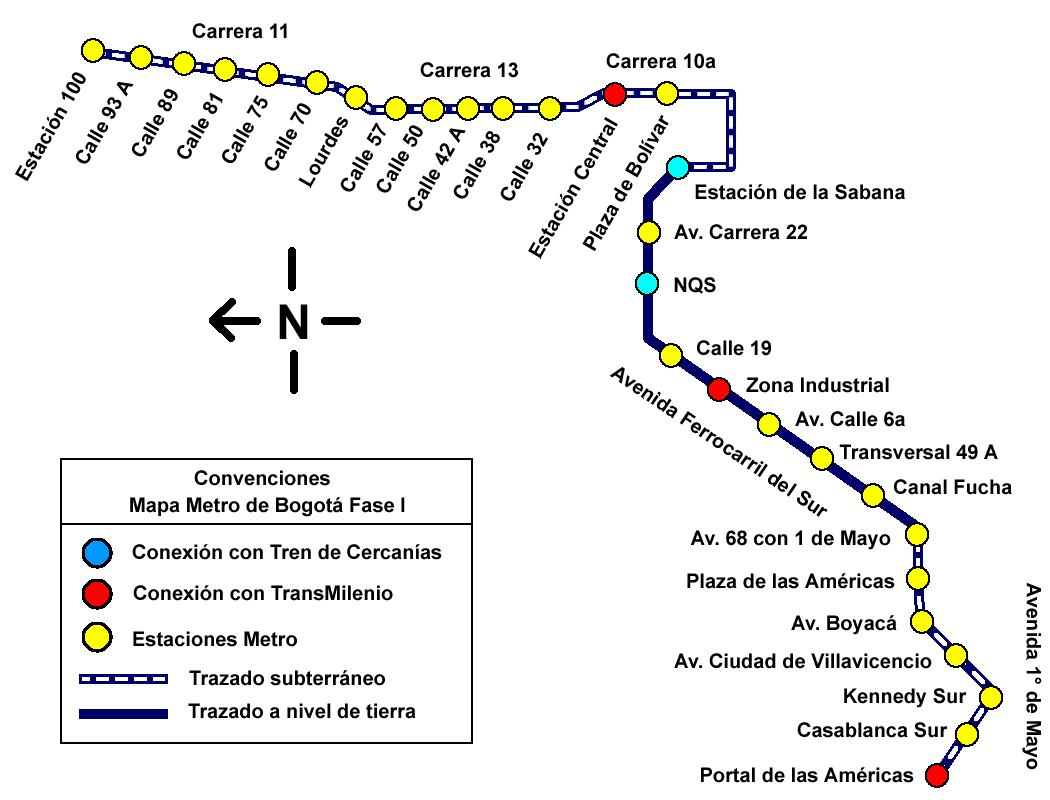
Detailplan der ersten Phase des Projektes

Das Metrodepot wird für bis zu 60 Züge mit einer Länge von 140 m und einer Breite von 2,90 m konzipiert. Die U-Bahn verbindet den Stadtbezirk Kennedy im Südwesten mit dem Stadtbezirk Usaquén im Nordosten auf knapp 30 Kilometer in etwa 27 Minuten mit einer Durchschnittsgeschwindigkeit von 43 km/h.

## Planung
Seit Jahrzehnten versucht die Stadt Bogotá, ein U-Bahn-System einzuführen, aber Bürokratie, finanzielle Unstimmigkeiten und Korruption haben lange einen Fortschritt bei den Planungen verhindert. Die ersten Konzepte gehen auf die 1940er Jahre zurück. Damals verfügte Bogotá noch über eine Straßenbahn, die aber im Jahr 1951 eingestellt wurde. Im Stadtzentrum finden sich heute noch Gleise der Tranvía, die heute als historische Relikte die Altstadt dekorieren.
Die Hauptlast des ÖPNV in Bogotá wird gegenwärtig durch das Bus Rapid Transit System TransMilenio geleistet. Das Streckennetz von 113 km auf den Hauptstrecken wird von einem 663 km langen Zubringernetz ergänzt. Mit einer Busflotte von 2027 Gelenk- und Doppelgelenkbussen und 947 Zubringerfahrzeugen werden ca. 2,5 Millionen Passagiere pro Tag befördert.

## Ausschreibung
Das Siegerkonsortium APCA Transmimetro der Ausschreibung für die Metro von Bogotá besteht aus den Unternehmen China Harbour Engineering Company Ltd (CHEC) und der Xi’An Rail Transportation Group Company Limited, die vom brasilianischen Changchun Do Brasil Railway Equipments and Services und einer Tochtergesellschaft von Bombardier unterstützt werden. Die Vergabe fand am 17. Oktober 2019 statt.
Der Vertrag läuft bis 2045 und umfasst die Vorbereitungs- und Bauphase (ca. fünf Jahre), Lieferung von Rollmaterial sowie 20 Betriebs- und Wartungsjahre. Die Arbeiten begannen im März 2020.

## Fahrzeuge
Der chinesische Hersteller CRRC Changchun liefert 30 Sechswagenzüge für die Linie 1. Die vollautomatischen Züge sind 134,25 Meter lang und 2,9 Meter breit. Pro Zug können 1800 Fahrgäste befördert werden.